# Windows Live Mail
Windows Live Mail – klient poczty elektronicznej pozwalający czytać i redagować wiadomości e-mail. Jest następcą klientów pocztowych Microsoft Outlook Express (obecnego w Windows XP) i Windows Mail (Windows Vista). Jego zalety to pełna integracja z usługą pocztową Hotmail, filtr antyphishingowy i antyspamowy, nowy sposób zapisywania plików z wiadomościami, ulepszone przeszukiwanie treści e-maili (wymagana jest instalacja programu Windows Desktop Search), czytnik RSS.
Podobną funkcjonalność posiada Windows Live Mail Desktop - aplikacja kliencka dla serwisu Windows Live Hotmail napisana w oparciu o Windows Mail. Również obsługuje konta pocztowe Windows Live Mail oraz inne (POP3, IMAP), grupy dyskusyjne a także RSS. Ciekawą funkcją jest przycisk Blog umożliwiający łatwą publikację wybranej wiadomości na blogu Live Spaces. Inną interesującą funkcją jest możliwość wysyłania załączników graficznych jako galerii.